# TSV Mannheim

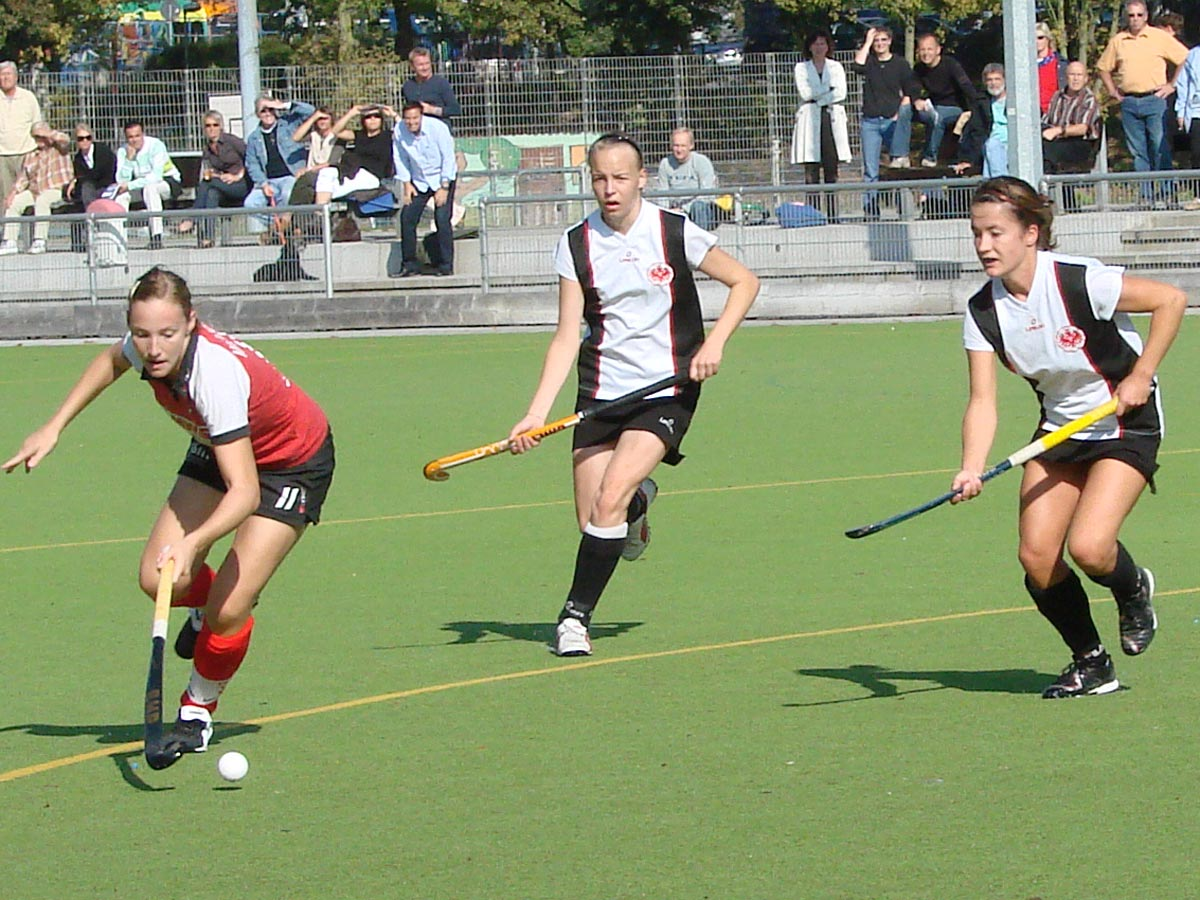
TSV Mannheim in actie tegen Eintracht Frankfurt

De TSV Mannheim Hockey e.V. (TSVMH)  is een Duitse hockeyclub uit Mannheim.
De club werd in 2006 opgericht als afsplitsing van TSV Mannheim von 1846 e.V en is de rechtsgeldige opvolger van de hockeyafdeling van deze op 4 januari 1846 opgerichte omnisportvereniging met 4500 leden in twintig disciplines. De dames spelen in het veldhockey in de 2. Bundesliga en in de zaal in de Bundesliga. De heren spelen in het veldhockey in de Regionalliga en in de zaal in de 2. Bundesliga.
De dames wonnen in 2010 het Duitse zaalhockeykampioenschap en in 2011 de Europacup zaalhockey.